# Небурчилов, Иван Васильевич
Иван Васильевич Небурчилов (Юлианская (08) марта 1847 — Юлианская (27) апреля 1910) — российский купец, известный как крупный благотворитель Иваново-Вознесенска (ныне Иваново). Он оставил почти всё своё значительное состояние на создание и обеспечение лечебных и образовательных учреждений для города, а также для материальной помощи рабочим Куваевской мануфактуры.
При жизни Небурчилов не входил в число наиболее заметных фабрикантов города и вел крайне скромный, уединенный образ жизни. Тем более удивительным стало его завещание, по которому на филантропические цели отошла сумма, достигавшая почти 2 миллионов рублей. Из этой суммы более 1 миллиона предназначался непосредственно городским нуждам. Подобный масштаб пожертвования был беспрецедентным даже для столицы и стал событием, получившим резонанс в масштабах всей Российской империи.

## Биография
Иван Васильевич Небурчилов появился на свет 8 марта 1847 года по юлианскому календарю. Его род происходил из шуйского купечества.
Деятельность его прадеда, Прокопия Савельевича Небурчилова, казенного крестьянина из деревни Зименок Нерехтского уезда Владимирской губернии, началась в купеческом сословии в 1828 году, когда в возрасте 72 лет он был причислен к 3-й гильдии шуйского купечества согласно указу Владимирской казенной палаты. Вместе с ним статус купцов получили его супруга Акулина Васильевна и сын Василий Прокопьевич, а также внук Василий Васильевич (будущий отец Ивана Васильевича). Прокопий Савельевич скончался в 1830 году.
Дед Ивана Васильевича, Василий Прокопьевич Небурчилов, после смерти отца (в декабре 1830 года) продолжил семейное дело, заявив капитал в 3-ю гильдию шуйского купечества. Вскоре семья обзавелась недвижимостью в Шуе: в 1830 году его жена Екатерина Ивановна приобрела земельный участок с флигелем, где оперативно был возведен двухэтажный каменный дом. В 1840-е годы Василий Прокопьевич расширил деятельность, построив ткацкую фабрику в Шуе и перейдя во 2-ю гильдию. Первая жена, Екатерина Ивановна, умерла в 1842 году. В 1843 году Василий Прокопьевич женился во второй раз на Александре Федоровне Маракушевой, также из купеческой семьи. От первого брака у него был сын Василий Васильевич (отец героя статьи), от второго — несколько детей, включая сына Ивана (род. 1846). Василий Прокопьевич умер в 1856 году, оставив основное наследство второй жене, но своему внуку Ивану Васильевичу завещал в качестве благословения фамильные иконы Тихвинской и Боголюбской Богоматери.
Отец Ивана Васильевича, Василий Васильевич Небурчилов, вступил в брак в 1839 году с Анной Ивановной Корноуховой, дочерью шуйского купца. Среди поручителей на их свадьбе были представители известных купеческих семей. У Василия Васильевича и Анны Ивановны было несколько детей, но многие из них скончались в младенчестве. Выжили дочери Александра (род. 1843) и Мария (род. 1845), а также сын Иван (род. 1847) — герой данной статьи. Крестными родителями Ивана Васильевича стали его дед Василий Прокопьевич Небурчилов и Анна Васильевна Баранова.
В 1849 году Василий Васильевич отделился от хозяйства отца, перейдя в купечество 3-й гильдии города Могилева. Отец при этом предоставил ему достаточный капитал. С возникновением Вознесенского посада в 1853 году, Василий Васильевич переписался в вознесенское купечество. По данным 1857 года, он занимался торговлей ситцем, проживал в селе Иванове, не имел собственности в посаде и не занимал выборных должностей. Он имел небольшое производство в селе Иванове и в 1861 году внес средства на строительство Вознесенской больницы для мастеровых за своих пятерых рабочих. До 1863 года он торговал по 3-й гильдии, а в 1864 году был записан уже по 2-й гильдии Вознесенского посада вместе с семьей. Его посредническая торговля развивалась успешно, позволив войти в число ведущих вознесенских купцов.
С конца 1860-х годов Василий Васильевич переехал в Москву, являвшуюся одним из основных рынков сбыта ивановской текстильной продукции. Документы, касающиеся наследства ивановской крестьянки Ф.И. Бурылиной, умершей в Москве в 1870 году, свидетельствуют о его деятельности. В 1868 году она заключила с В.В. Небурчиловым договор о продаже недвижимости в селе Иванове за 3 тысячи рублей. Однако дочь Бурылиной заявила, что деньги так и не были получены. Суд в 1871 году отказал Небурчилову в иске. Из материалов этого дела следует, что Василий Васильевич активно занимался посредничеством и ростовщичеством, проводя большую часть времени в Москве.
Василий Васильевич выдал дочерей замуж за видных представителей местного делового сообщества. Старшая, Александра Васильевна, в 1863 году стала женой управляющего фабрикой Куваевской мануфактуры Евграфа Александровича Попова. У них родилось несколько детей, причем Иван Васильевич Небурчилов был крестным для некоторых из них. Этот брак способствовал укреплению связей Небурчиловых с руководством Куваевской мануфактуры. Младшая дочь, Мария Васильевна, в 1869 году вышла замуж за вознесенского купца 1-й гильдии Якова Константиновича Буркова. На свадьбе поручителями были известные купцы и общественные деятели, включая брата невесты Ивана.
Иван Васильевич Небурчилов стал вести самостоятельные дела в 1877 году, получив свой капитал и записавшись по 2-й гильдии в иваново-вознесенское купечество. Уже в марте 1878 года он перешел в московское купечество. Проживал он при этом преимущественно в Иваново-Вознесенске, занимаясь торговлей текстильными товарами. В Москве собственного жилья не имел, останавливаясь по съемным адресам, а с 1881 года торговал в Ветошном ряду. В 1887 году Иван Васильевич вновь вернулся в иваново-вознесенское купечество. Вероятно, на протяжении десяти лет (1877—1887) он выступал в роли торгового агента предприятия Куваевых в Москве. После конца 1880-х годов подробных сведений о его торговой деятельности практически нет.
Иван Васильевич никогда не был женат и не имел детей. Он вел весьма скромный образ жизни, снимая жилье в Иваново-Вознесенске, которое хотя и было приличным, но далеко не роскошным. Это подтверждается тем, что свидетелями при оформлении его завещания стали соседи, не относившиеся даже к среднему городскому классу. Недвижимости в городе он к тому времени уже не имел, продав свою скромную собственность на Куваевской Задней улице к 1899 году. Он избегал излишеств и довольствовался лишь самым необходимым.
Иван Васильевич Небурчилов ушел из жизни 27 апреля 1910 года по юлианскому календарю, на 63-м году жизни. Смерть наступила в доме Ольги Александровны Селивановской, супруги смотрителя базарной площади, где он снимал небольшую квартиру и где незадолго до кончины составил свое завещание.

## Завещание и его исполнение
Свое завещание Иван Васильевич Небурчилов составил 17 марта 1910 года в Иваново-Вознесенске, в квартире, которую он снимал в доме О.А. Селивановской. Документ был удостоверен нотариусом И.К. Невским в присутствии трех свидетелей из крестьянского сословия.
Значительные суммы по завещанию предназначались как частным лицам, так и на общественные нужды. Крупные выплаты получили:
- О.А. Селивановская (хозяйка квартиры, где жил и умер завещатель) — 100 тысяч рублей.
- Сестра Мария Васильевна Буркова — 50 тысяч рублей.
- Племянницы (дочери сестры Александры от брака с Е.А. Поповым) и крестницы Ивана Васильевича Елизавета Евграфовна Цветаева и Анастасия Евграфовна Архангельская, а также племянницы Мария Яковлевна Ладыженская (дочь сестры Марии от брака с Я.К. Бурковым) и Людмила Евграфовна Тихова (дочь сестры Александры) — по 50 тысяч рублей каждой.
- Племянники (сыновья сестры Александры) Владимир, Николай, Сергей и Александр Евграфовичи Поповы — по 25 тысяч рублей каждому.

Основная часть состояния Небурчилова была завещана на благотворительные цели. Исполнение завещания (душеприказчество) было поручено видным представителям иваново-вознесенской деловой элиты: купцу Николаю Геннадьевичу Бурылину, мануфактур-советникам Александру Ивановичу Гарелину и Сергею Николаевичу Полушину, потомственным почетным гражданам Николаю Николаевичу Зубкову и Дмитрию Геннадьевичу Бурылину.
- Помощь рабочим: 300 тысяч рублей государственными процентными бумагами предназначались для вложения в кредитное учреждение. Проценты с этого капитала должны были ежегодно распределяться между беднейшими служащими и рабочими Куваевской мануфактуры, а также теми, кто утратил трудоспособность из-за возраста или болезни.[1][2][3] Выплаты осуществлялись Правлением Куваевской мануфактуры дважды в год — на Пасху и Рождество.[1] Первоначально сумма выплат была невелика, но возросла в годы Первой мировой войны из-за роста цен.[1] Ранее Небурчилов сам был членом правления «Товарищества Куваевской мануфактуры» и владел ее паями.[2][3]

- Городу Иваново-Вознесенску: Остаток капитала (номинально около 972,5 тысячи рублей из общего капитала в 1899,7 тысячи рублей[1]) был передан городу. Эти средства должны были пойти «на устройство моего имени лечебных учреждений и на их обеспечение, а также на учреждение стипендий в местных учебных учреждениях по назначению душеприказчиков».[1][2][3] Этот дар стал крупнейшим частным пожертвованием в истории Иваново-Вознесенска.[2] Для понимания масштаба: в 1910 году на эту сумму можно было купить тысячи тонн мяса или сотни тысяч тонн картофеля, тогда как средняя зарплата рабочего составляла около 15 рублей в месяц.[2]

- Церквям: Часть средств была также завещана двум городским церквям — Введенской и Владимирской — по 10 тысяч рублей каждой.[1][2][3] Приходская Крестовоздвиженская церковь, прихожанином которой был Небурчилов, изначально не была упомянута в завещании, но душеприказчики выделили на ее имя 5 тысяч рублей из небурчиловских средств в сентябре 1910 года.[1] В ноябре 1910 года Городская Дума приняла решение довести эту сумму до 10 тысяч рублей, ссылаясь на предсмертное сожаление Небурчилова о том, что он не включил свою приходскую церковь в завещание наравне с другими.[1]

Завещание было подтверждено Владимирским окружным судом 8 июля 1910 года. После выплат наследникам на городские нужды осталась сумма около 972,5 тысячи рублей, о чем душеприказчики незамедлительно уведомили городскую Думу.

### Стипендии имени И. В. Небурчилова
Душеприказчики предложили учредить 16 стипендий имени Небурчилова в учебных заведениях Иваново-Вознесенска. Было запланировано по две стипендии размером 2 тысячи рублей в средних учебных заведениях (реальном училище, мужской и женской гимназиях, школе колористов) и по две стипендии в 1 тысячу рублей в низших (механико-техническом училище, торговой школе, шести- и четырехклассных училищах). Правила назначения стипендий были разработаны к концу 1910 года и утверждены городской властью в марте 1911 года. Выбор стипендиатов осуществлялся педагогическими советами учебных заведений, а окончательное утверждение принадлежало Городской Думе. Право на получение стипендии имели лучшие по успеваемости ученики из числа беднейших уроженцев города Иваново-Вознесенска.
Процесс отбора стипендиатов оказался сопряжен с трудностями. Бюрократические требования (необходимость представления нескольких кандидатур на одно место) и сложность поиска учащихся, соответствовавших строгому критерию "уроженец города", создавали препятствия. Городские власти часто корректировали списки, предложенные педсоветами, основываясь на дополнительных сведениях об успеваемости и финансовом положении семей. Примеры рассмотрения конкретных случаев свидетельствуют о субъективности принимаемых Думой решений. В связи с проблемами поиска уроженцев города, в 1913 году было инициировано ходатайство об изменении правил, чтобы требование об уроженстве распространялось только на самого учащегося, а не на его родителей.

### Медицинские учреждения имени И. В. Небурчилова
Наиболее амбициозной частью завещания было создание лечебных учреждений. Изначально душеприказчики рассматривали возможность строительства богадельни, детской и заразной больниц.
- Богадельня: Реализация проекта богадельни продвигалась наиболее быстро. На её строительство было выделено 40 тысяч рублей, и ещё столько же составил неприкосновенный капитал для её содержания.[1] Под застройку был отведен участок на Всесвятской улице.[1] Устав богадельни, предусматривавший призрение до 70 неспособных к труду и престарелых уроженцев города, был утвержден Городской Думой в марте 1911 года.[1][2][3] Закладка здания состоялась в мае 1911 года,[1] а уже к апрелю 1912 года двухэтажное здание с хозяйственными постройками было готово и принято городским управлением у подрядчика.[1] Богадельня была передана в ведение Благотворительного общества, но городские власти сохранили за собой право контроля.[1] Окончательная передача на баланс городского управления произошла в феврале 1917 года.[1]

- Больницы: Планы строительства заразной и детской больниц оказались сложнее и потребовали длительного обсуждения. В начале 1911 года душеприказчики начали консультации с ведущими врачами города.[1] Изначально предполагалось построить заразную больницу на 95 коек и детскую на 20—25 коек с подробным планом отделений.[1]

```
   Однако острая нехватка мест в городском родильном приюте вызвала дискуссию среди врачей и городских властей.
[
1
]
 Врачебно-санитарная комиссия предложила отказаться от отдельной детской больницы, сократить вместимость заразной больницы до 75 коек, а высвободившиеся средства направить на строительство нового, более крупного родильного приюта.
[
1
]
 Городская Дума поддержала это предложение в октябре 1911 года.
[
1
]

   
   К концу 1911 года был проведен конкурс на лучший проект больничного комплекса, в котором участвовали 16 работ.
[
1
]
 Были присуждены премии, а для экспертизы приглашены специалисты.
[
1
]

   
   После продолжительных обсуждений, в июле 1912 года душеприказчики решили построить общую городскую больницу имени И.В. Небурчилова, предназначенную для взрослых и детей. Проект был адаптирован (П.А. Трубниковым) на основе одного из конкурсных предложений.
[
1
]
 Общее количество коек было сокращено до 75 в основном здании и 45 в запасных корпусах для терапевтических и хирургических пациентов.
[
1
]
 При этом на строительство родильного приюта душеприказчики согласились выделить лишь 30 тысяч рублей при условии, что он также будет носить имя Небурчилова.
[
1
]
 Врачи указывали на недостаточность этой суммы и прогнозировали значительный рост ежегодных расходов города на содержание новой больницы.
[
1
]
 Несмотря на опасения, городские власти приняли предложение.
[
1
]
 Выделенных средств оказалось недостаточно для существенного расширения родильного приюта; его вместимость увеличилась лишь на 6 коек.
[
1
]
```

```
   Строительные работы на площадке будущей Небурчиловской больницы начались в марте 1913 года после подписания контракта с конторой М.К. Млынарского.
[
1
]
 Официальная закладка больницы состоялась 23 апреля 1913 года
[
1
]
[
2
]
[
3
]
 после церковной службы в Покровском соборе.
[
1
]
 Сметная стоимость строительства оценивалась почти в 475 тысяч рублей.
[
1
]
 К 1913—1914 годам было возведено 8 каменных корпусов.
[
2
]
[
3
]
 Открытие больницы было запланировано на весну 1915 года, к пятилетию со дня смерти И.В. Небурчилова.
[
2
]
[
3
]
```

## Дальнейшая судьба наследия
Строительство Небурчиловской больницы не было завершено к началу Первой мировой войны в июле 1914 года. Уже в сентябре 1914 года незавершенные корпуса больницы были запрошены для размещения лазарета, а затем отведены под расквартирование воинских частей. К февралю 1915 года несколько корпусов были заняты солдатами 199-го запасного пехотного полка, и недостроенную больницу стали называть Небурчиловскими казармами.
Душеприказчики приняли решение приостановить отделочные работы в занятых корпусах и передать их городскому управлению "в имеющемся виде" для последующей сдачи после ухода военных. Размещение солдат вызвало проблемы; строительная контора выразила беспокойство по поводу антисанитарных условий в корпусах. Городская комиссия в марте 1915 года оценила санитарное состояние как удовлетворительное, однако представитель подрядчика отказался подписать акт осмотра.
Вскоре между душеприказчиками и городскими властями возник конфликт относительно покрытия дополнительных расходов, связанных с охраной строительных материалов, перерасходом средств на достройку больницы из-за роста цен в военное время и необходимостью приведения корпусов в порядок после вывода войск. Душеприказчики настаивали на возмещении этих расходов из городского бюджета, но Городская Дума в июле 1915 года постановила отнести их на счет небурчиловского капитала, ссылаясь на истощение городской казны из-за военных издержек.
После Октябрьской революции, декретом ВЦИК от 21 января 1918 года были аннулированы все государственные займы, что напрямую затронуло небурчиловский капитал, значительная часть которого хранилась в ценных бумагах. Иваново-Вознесенская городская управа в феврале 1918 года признала целесообразным передать небурчиловский капитал в свое распоряжение. Душеприказчики согласились передать имевшиеся наличные средства (65,2 тысячи рублей) и ценные бумаги (596,8 тысячи рублей) при условии исполнения воли завещателя. Таким образом, капитал, завещанный на благотворительность, перешел под контроль советской власти.
Размещавшийся в больничных корпусах пехотный полк был вскоре расформирован. Здания больницы были переоборудованы и предоставлены под квартиры для преподавателей Иваново-Вознесенский политехнический институт, открытого в августе 1918 года. Им было выделено 128 комнат. Только в ноябре 1929 года эти здания обрели свое первоначальное медицинское назначение, когда в них разместилась вновь открытая Первая городская больница Иваново-Вознесенска. Однако, к сожалению, больнице так и не было присвоено имя Ивана Небурчилова.

## Образ и оценка
При жизни Иван Васильевич Небурчилов не занимал центрального места среди ивановских "ситцевых королей". Он вел уединенный и крайне скромный образ жизни, ограничивая себя только самым необходимым, что, по мнению современников, могло создавать впечатление "скупого старца". По свидетельствам, Небурчилов "производил впечатление мелкого торговца".
Священник Крестовоздвиженской церкви Александр Иванович Охотин в своей проповеди на его похоронах в апреле 1910 года отмечал, что Небурчилов отказывал себе во многом не из скупости, а ради возможности после смерти принести пользу городу и его рабочим. Священник выразил надежду, что этот поступок послужит "средством к примирению бедных с богатыми" и примером для других состоятельных горожан. Однако на панихиде по Небурчилову год спустя Охотин с горечью констатировал отсутствие представителей городской власти и душеприказчиков, назвав ивановское общество "неблагодарными людьми". В последующие годы поминовения были также немногочисленны.
После смерти и обнародования завещания о Небурчилове написали даже "Московские ведомости", хотя и допустили неточности, преувеличивая его статус и путая направления благотворительности. Примечательно, что даже душеприказчики и исследователи вскоре после его кончины испытывали трудности со сбором детальных биографических данных о нем, что подтверждает его непубличность.
Источники происхождения столь крупного капитала при его аскетичном образе жизни остаются предметом изучения. Документально подтверждена его деятельность как ростовщика, предоставлявшего займы, в том числе крупные, под залог недвижимости или векселя. Одно из прошений о списании долга, адресованное городским властям, свидетельствует о масштабах его ростовщической практики и указывает на то, что в последние годы жизни Небурчилов проводил много времени в Москве.
Историк и журналист И.А. Волков в статье 1928 года высказал предположение о возможной принадлежности И.В. Небурчилова к секте скопцов. Это могло бы объяснить его безбрачие, отсутствие детей, замкнутый образ жизни и стремление к накоплению. Волков описал одного из "небурчиловских скопцов" так, что это описание, по мнению исследователя Е.Ю. Бутрина, может соответствовать именно иваново-вознесенскому Ивану Васильевичу Небурчилову. В пользу этой гипотезы могут говорить прекращение деторождения в семье его отца после 1850 года и странная судьба единственного сына.
Несмотря на то, что не все намерения завещателя были реализованы в полной мере или были скорректированы городской властью исходя из актуальных нужд (например, приоритет родильного приюта), а строительство больницы столкнулось с препятствиями из-за войны и революции, наследие Ивана Васильевича Небурчилова сыграло значительную роль в развитии благотворительной и медицинской инфраструктуры Иваново-Вознесенска в начале XX века. Его дар стал одним из крупнейших частных пожертвований в истории города. Тем не менее, Е.Ю. Бутрин отмечает, что "небурчиловский капитал" в конечном итоге был "поглощен ивановским болотом" острых социально-экономических проблем и конфликтов, не приведя к существенным изменениям социального климата в городе.

## Память
- Иван Васильевич Небурчилов был погребен на кладбище при Крестовоздвиженской церкви, расположенной на главной площади Иваново-Вознесенска (ныне Площадь Революции).[3] Согласно информации библиотеки Комсомольского района, его могила не сохранилась, и на ее месте впоследствии была возведена мраморная часовня.[3] По другим данным, на могиле был установлен памятник от благодарных горожан с надписью "Ивану Васильевичу Небурчилову от благодарных граждан Иваново-Вознесенска".[1] На его установку городским обществом было выделено 5 тысяч рублей,[1] а освящение состоялось 21 апреля 1913 года.[1]
- В 1915 году в Иваново-Вознесенске появились улицы Небурчиловская и Задняя Небурчиловская.[3] Позднее они были переименованы в улицу Парижской Коммуны и улицу Дмитрия Морозова соответственно.[3]